# 象山口駅
象山口駅（ぞうざんぐちえき）は、長野県長野市松代町清野にあった長野電鉄屋代線の駅（廃駅）である。駅番号はY5。

## 歴史
- 1934年（昭和9年）5月24日：長野電鉄により開業[1]。
- 1971年（昭和46年）3月1日：駅員無配置化[1]。
- 2002年（平成14年）9月18日：路線名改称により屋代線の駅となる（駅開業から路線名改称までは河東線）。
- 2012年（平成24年）4月1日：屋代線廃止により廃駅[1]。

## 駅構造
単式ホーム1面1線を有する地上駅。かつては有人駅だったが、廃止時は無人駅であった。ホームは板で延長された痕跡がある。

## 利用状況
年間乗車人数及び1日あたり乗車人員は次のとおりであった。
- 2006年度　2,827人 ： 8人/日
- 2007年度　3,737人 ： 10人/日
- 2008年度　2,520人 ： 7人/日
- 2009年度　2,289人 ： 6人/日
- 2010年度　1,747人 ： 5人/日

## 駅周辺
- 上信越自動車道松代PA
- 千曲川
- 国道403号

## 廃止後
ホームなどは廃止後1年ほど残ったが解体され更地化された。
また屋代駅方面にある踏切跡からしばらくサイクリングロードが整備された。
代替バスのバス停として「象山口」バス停が設置されたが従来設置されているアルピコ交通のバス停と同じ位置である。

## バス路線
駅前の市道（旧国道403号）上にアルピコ交通（川中島バス）・長電バスの象山口停留所がある。なお、長電バスの乗り入れは屋代線の廃線後である。
- アルピコ交通（川中島バス）
  - 102 道島 → 象山口 → 松代郵便局前 → 松代駅 → 長野インター前 → 川中島古戦場 → 丹波島橋南 → 県庁前 → 市役所前 → 文化学園前（平日朝のみ）
  - 130 篠ノ井駅 - 篠ノ井病院 - 道島 - 象山口 - 松代郵便局前 - 松代高校（土日・祝日運休）
- 長電バス
  - 屋代線代替バス 須坂駅 - 井上 - 若穂病院 - 川田駅 - 松代駅 - 象山口 - 岩野 - 屋代駅

## 隣の駅
長野電鉄
■屋代線
岩野駅 (Y4) - 象山口駅 (Y5) - 松代駅 (Y6)